# Żlebiński Potok
Żlebiński Potok – potok spływający dnem Żlebiny na północnych stokach słowackich Tatr Bielskich. Wypływa pod Głośnym Przechodem i spływa w kierunku północno-zachodnim. Na wysokości około 1080 m łączy się ze Strzystarskim Potokiem tworząc Bielski Potok.
Koryto Żlebińskiego Potoku znajduje się na dnie porośniętego lasem wąwozu o bardzo stromych stokach. Zazwyczaj jest suche. Po wschodniej stronie, nieco powyżej jego ujścia znajduje się Polana pod Żlebiną (przez W.H. Paryskiego wymieniona pod nazwą Zielony Ogród). Poniżej tej polany koryto Żlebińskiego Potoku na długości kilkuset metrów ograniczone jest stromymi, porośniętymi lasem stokami Kościółków (od zachodu) i Żlebińskich Turni (od wschodu).